# La Torre de Fontaubella
La Torre de Fontaubella est une commune de la province de Tarragone, en Catalogne, en Espagne, de la comarque de Priorat.